# Сейм Великого князівства Литовського
Сейм Великого князівства Литовського або Вольний Сойм (біл. Ва́льны сойм) — станово-представницький орган Великого князівства Литовського в XV — першій половині XVI століть. Мав аристократичний характер. Панівне становище в ньому мали великі землевласники. Після укладення в 1569 році Люблінської унії більшість з тих, хто мав право брати участь у роботі сейму Великого князівства Литовського, отримали місце в об'єднаному сеймі Речі Посполитої.

## Історія
Перший великий з'їзд литовської знаті відбувся в 1398 році де на зустріч великого князя литовського з панською радою в 1445 р. були запрошені й ближчі шляхтичі. Цей з'їзд можна вважати початком сейму Великого князівства Литовського.
З 1445 по 1566 роки відбулося 40 сеймів у Бресті, Вільнюсі, Гродно, Мінську та Новгороді.
Хоча Люблінська унія формально скасувала окремі литовський і польський сейми, з’їзди продовжували проводитися аж до XVIII століття, тільки називалися Найвищими литовськими з’їздами або Литовськими скликанням.

## Створення сейму
Традиція скликати збори й влаштовувати з'їзди представників привілейованих станів бере корені ще з вічових традицій, які стали початком розвитку станової системи Великого князівства Литовського в XIV—XVI століттях. Почали скликати такі збори на місцях, де проводились загальноземські зібрання. Метою і темою таких зустрічей була рівність усіх представників вищого стану (князів, панів, лицарство).

## Склад
Сейм Великого Князівства Литовського складався з панів-радників, а саме: єпископів, воєвод, каштелянів, земських і двірних маршалів, великого гетьмана, підскарбія та інших. Також варто зазначити, що до складу сейму входили пани і князі, які мали спеціальні запрошення.
| Пани і князі, які мали спеціальні запрошення |
| Вишневецькі;                                 |
| Гедройц;                                     |
| Деречинські;                                 |
| Друцькі;                                     |
| Друцькі-Соколинські;                         |
| Збаразькі;                                   |
| Курцевичі;                                   |
| Лукомські;                                   |
| Олельковичі-Слуцькі;                         |
| Мосальські;                                  |
| Свірські;                                    |
| Раздивілли;                                  |
| Кішки;                                       |
| Нарбути;                                     |
| Остиковичі;                                  |
| Паци;                                        |
| Соллогуб;                                    |
| Сапеги;                                      |
| Тишкевичі;                                   |
| Хрептовичі;                                  |
| Шемети.                                      |

Додатково в сейм входили представники шляхти від кожного повіту, яких обирали на сеймиках.
Головними учасниками сейму були великі землевласники, оскільки він мав аристократичний характер. Натомість боярство, духовенство і міщанство не мали великого впливу на рішення сейму. Але ситуація помінялась у 1568 році, коли міщани отримали право знаходитись у сеймі, але висловлювати свою думку вони могли лиш тоді, коли учасники сейму обговорювали саме їхнє місто.